# تشالي بلاغ (سيلتان)
تشالي بلاغ (بالفارسية: چالی بلاغ) هي قرية تقع في إيران في قسم سيلتان الريفي. يقدر عدد سكانها بـ 33 نسمة بحسب إحصاء 2016.